# Cattedrale di Nostra Signora degli Angeli (Los Angeles)
La cattedrale di Nostra Signora degli Angeli (in inglese: Cathedral of Our Lady of the Angels, abbreviata COLA) è il principale luogo di culto cattolico di Los Angeles, in California.
La chiesa, sede dell'arcivescovo di Los Angeles, è stata costruita tra 1998 e 2002 per sostituire la precedente cattedrale di Santa Bibiana, danneggiata nel terremoto di Northridge del 1994. La cattedrale venne costruita in architettura postmoderna e formalmente aperta nel settembre 2002. Ci furono polemiche sul design e sugli elevati costi per il completamento dell'edificio.
La cattedrale è intitolata alla Beata Vergine Maria sotto il titolo patronale di Madonna degli Angeli, riecheggiando il nome completo del nucleo originario di Los Angeles (in spagnolo: El Pueblo de Nuestra Señora la Reina de los Ángeles, ovvero "Città della Madonna Regina degli Angeli"). La cattedrale è nota per la presenza delle reliquie di Santa Bibiana e per il tilmàtli di Nostra Signora di Guadalupe. È la chiesa madre dei circa cinque milioni di cattolici professi dell'arcidiocesi.

## Progettazione
La cattedrale è stata progettata dall'architetto spagnolo vincitore del premio Pritzker Rafael Moneo. Utilizzando elementi di architettura postmoderna, la chiesa e il centro dispongono di una serie di angoli acuti e ottusi, evitando angoli retti. Il complesso è decorato con elementi in stile moderno. Fra questi vi sono le porte di bronzo e la statua chiamata della Vergine Maria, progettate da Robert Graham, che adorna l'ingresso.
Oltre alla chiesa, nel complesso della cattedrale si trovano anche una cripta-mausoleo, un negozio di souvenir, una caffetteria, un centro congressi e la residenza per il clero. Le reliquie di Santa Viviana sono sepolte nel mausoleo, come lo sono i resti di diversi vescovi del passato, arcivescovi e vescovi ausiliari di Los Angeles.

## Storia

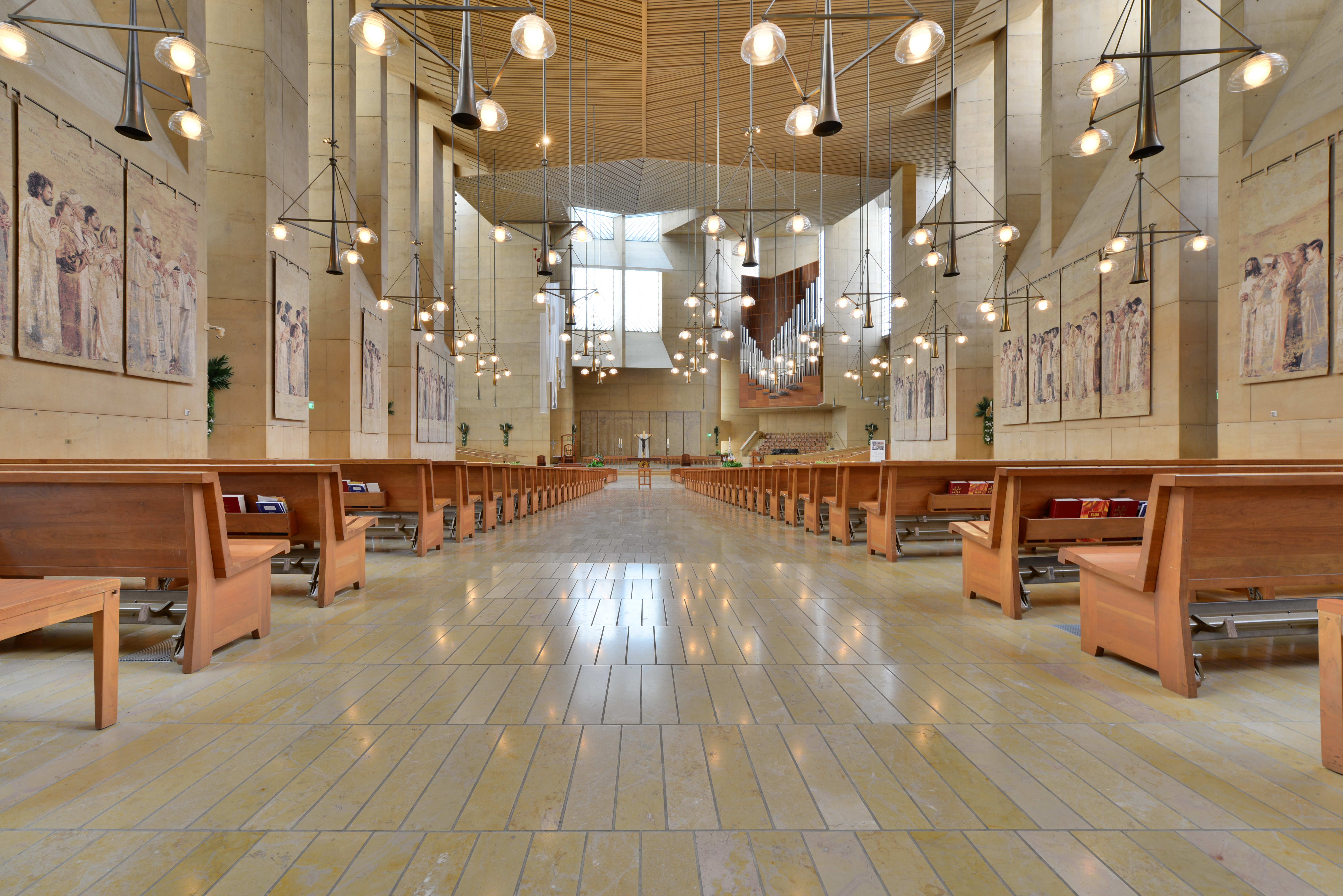
Interno della cattedrale.

La cattedrale di Santa Bibiana aveva servito come luogo di culto principale dalla sua consacrazione nel 1876. Poco dopo il suo completamento, la diocesi osservò che la qualità costruttiva era inferiore ed era troppa piccola per la popolazione in rapida crescita della città. Nel 1904, il vescovo Thomas James Conaty ottenne il permesso della Santa Sede di costruire una nuova cattedrale intitolata alla Madonna di Guadalupe e acquistò un sito su cui costruire l'edificio. Tuttavia, una recessione economica nel 1907 pose un freno al progetto. Sul sito fu poi costruita una chiesa parrocchiale cattolica. Nel 1940, vennero elaborati nuovi progetti per una cattedrale da realizzare sul Wilshire Boulevard e che avrebbe avuto una capienza di 3000 persone. Nel 1945, l'arcivescovo John Joseph Cantwell annunciò che la Santa Sede aveva approvato il nome di "Cattedrale di Nostra Signora degli Angeli" per l'edificio. Quell'edificio non fu mai costruito, anche perché il successore di Cantwell, James Francis Louis McIntyre, affermò che la costruzione di chiese e scuole era una necessità più pressante per l'arcidiocesi. McIntyre ottenne l'autorizzazione da parte dei donatori per reindirizzare il denaro donato al fondo della cattedrale di Cantwell per finanziare la costruzione di chiese e scuole.

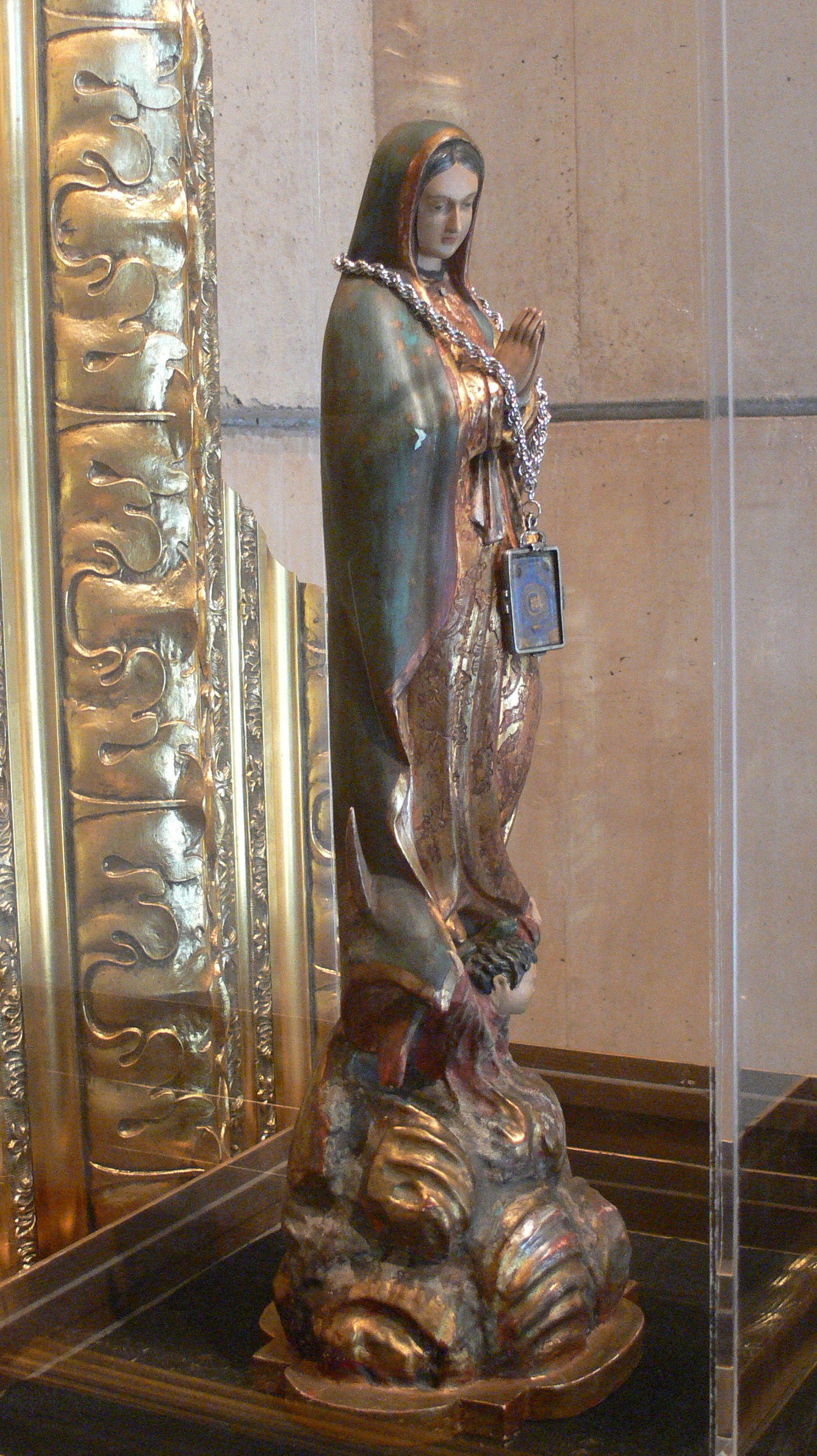
Nella cattedrale è conservata una parte del tilmàtli di Nostra Signora di Guadalupe.

Il terremoto di Northridge del 1994 danneggiò gravemente la cattedrale di Santa Bibiana, portando l'arcidiocesi a chiudere l'eficio per motivi di sicurezza. Nel gennaio 1995 l'arcidiocesi annunciò il progetto di costruire una nuova cattedrale sul sito della cattedrale, progetto che richiedeva la demolizione del vecchio edificio. Questo portò a una lunga battaglia legale tra l'arcidiocesi e i conservazionisti, che sostenevano che la vecchia cattedrale fosse un simbolo della città e che dovrebbe essere o incorporata nella nuova chiesa o almeno salvata e destinata ad altro uso. L'arcidiocesi sosteneva che il ripristino del vecchio edificio sarebbe costato 18-20 milioni di dollari, un importo che sosteneva nessuno avrebbe mai donato.
Questa battaglia legale spinse l'arcidiocesi a pensare di costruire la cattedrale su un nuovo sito. Nel dicembre 1996, l'arcidiocesi annunciò che stava acquistando un sito di 2,3 ettari tra Temple Street e la Hollywood Freeway dalla contea di Los Angeles ad un costo di 10,85 milioni di dollari. L'arcidiocesi scelse di mantenere il nome approvato dal Vaticano nel 1940 di "Cattedrale di Nostra Signora degli Angeli". Il bilancio proposto inizialmente per il progetto fu di 150 milioni di dollari; l'arcidiocesi affermò che se le donazioni fossero continuate ad arrivare, gli architetti e i costruttori erano in grado di implementare in base al desiderato. La costruzione venne supervisionata da padre Richard S. Vosko, consulente di design liturgico e sacerdote della diocesi di Albany, che supervisionò la progettazione e la ristrutturazione di numerose chiese e cattedrali in tutto il paese. La costruzione iniziò nel 1998 e la cattedrale venne aperta nel settembre 2002. Il costo finale dell'opera fu di 189 700 000 di dollari. Nel frattempo, la vecchia cattedrale venne finalmente restaurata dagli sviluppatori Tom Gilmore e Richard Weintraub, che spesero circa 6 milioni per trasformarla in un centro di eventi.

## Critiche

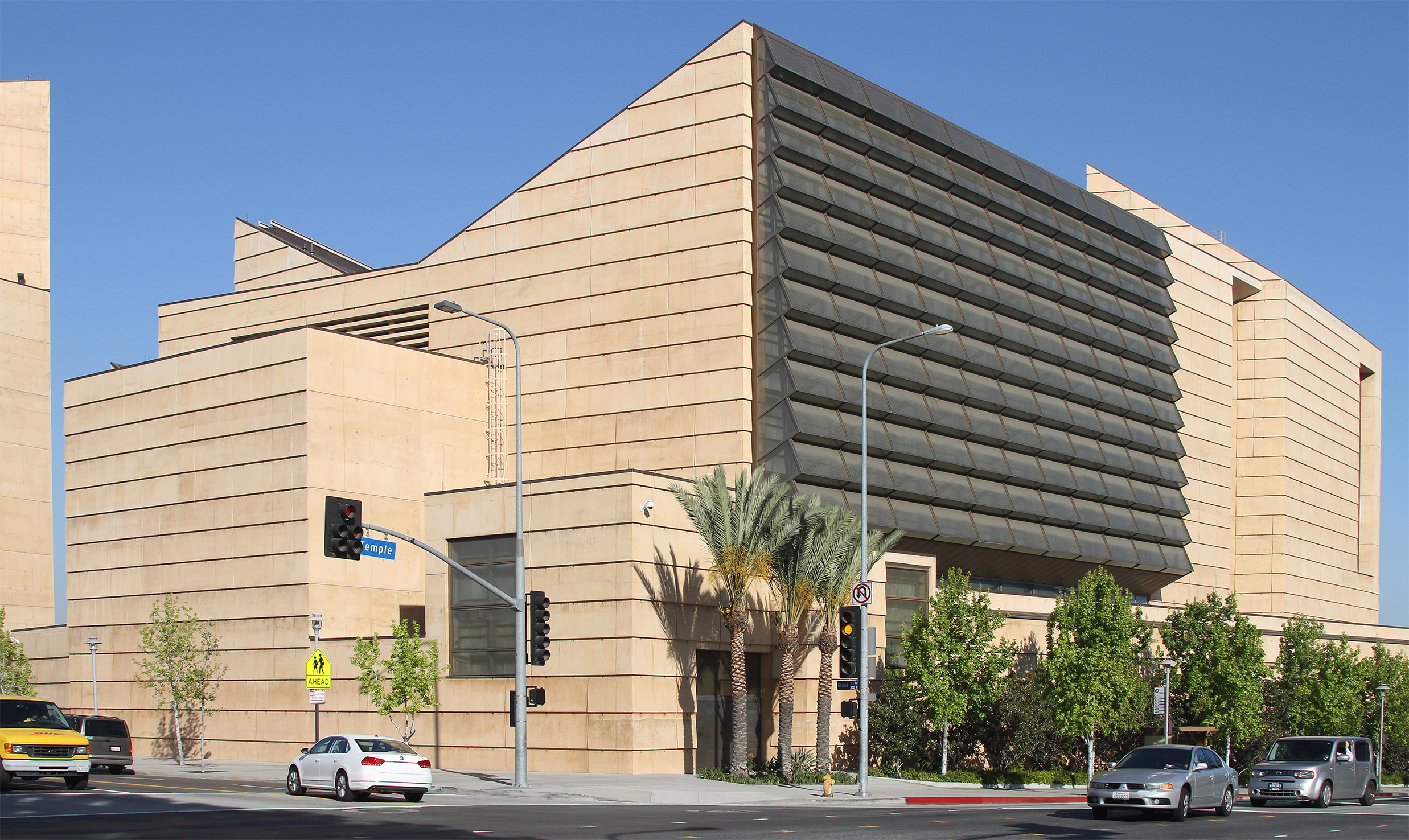
Vista della cattedrale all'incrocio di Grand Ave e Temple Street.

La decisione del cardinale Roger Michael Mahony di costruire una nuova cattedrale in tale architettura elaborata e postmoderna attirò grandi critiche. Molti sostennero che una chiesa di quelle dimensioni e di quel costo non era necessaria, essendo eccessivamente elaborata e che il denaro avrebbe potuto essere speso meglio in programmi sociali. Molti ritenevano che la di chiesa di San Vincenzo sulla West Adams Boulevard o che la chiesa di San Basilio sulla South Kingsley Drive avrebbero potuto facilmente svolgere le funzioni richieste a una cattedrale con il minimo costo aggiuntivo.
Anche i prezzi di alcuni arredi della cattedrale causarono costernazione. Infatti vennero spesi 5 milioni per l'altare, 3 milioni per le porte di bronzo principali, 2 milioni per l'ambone in legno, un milione per il tabernacolo, un milione per la cattedra vescovile, 250 000 $  per la sedia del celebrante, 250 000 $ per la sedia di ogni diacono e 150 000 $ per ogni sedia episcopale, mentre i banchi costano una media di 50 000 $ ciascuno. Lo stand del coro costò 100 000 $, mentre ogni lampadario in bronzo che funge anche da altoparlante costò 150 000 $. Le grandi spese sostenute per la sua costruzione e i lunghi sforzi di Mahony per farla costruire portarono i critici a soprannominare l'edificio "Taj Mahony" e "Rog Mahal".

## Mausoleo

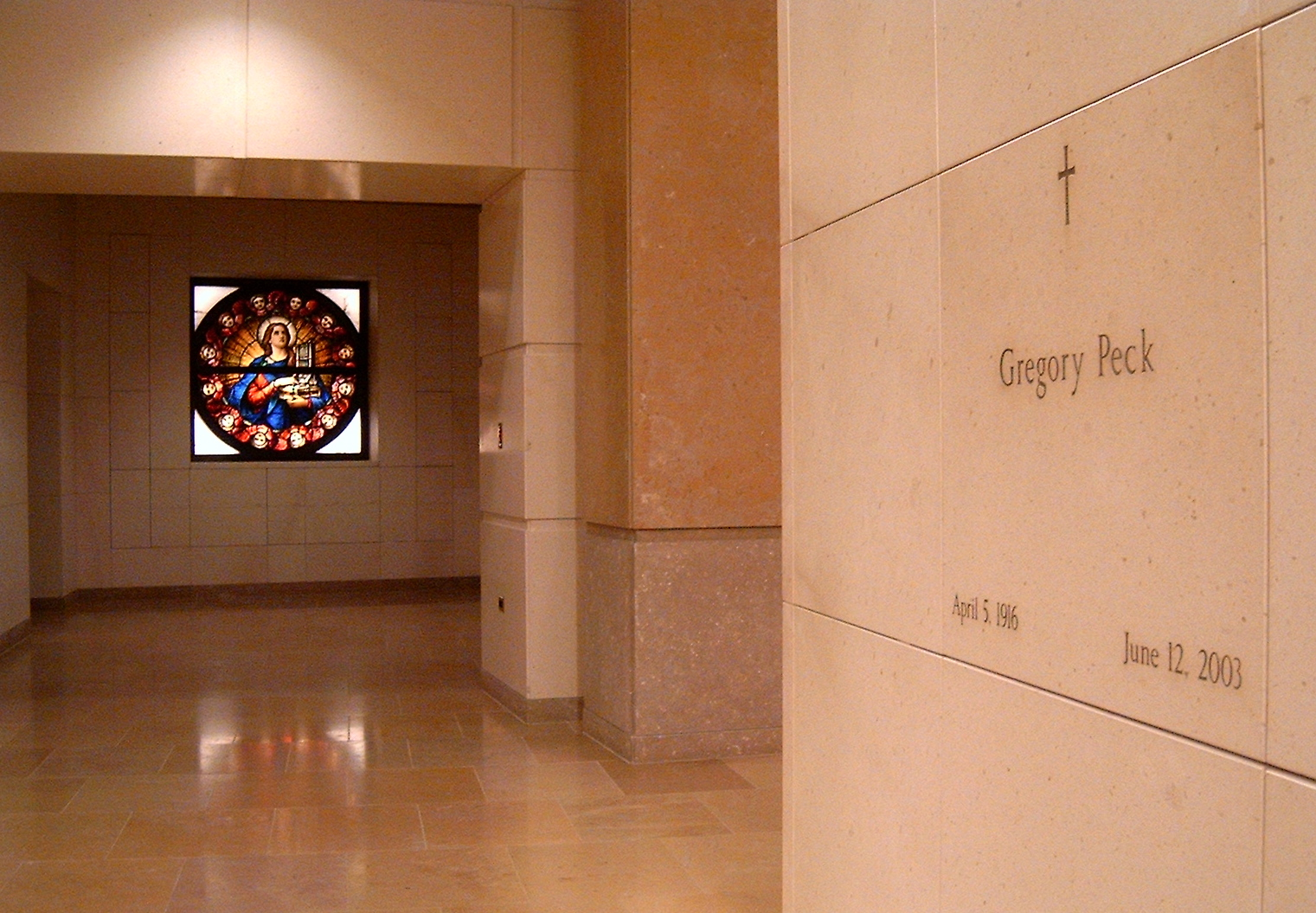
Loculo di Gregory Peck.

La cattedrale dispone di un mausoleo nel suo livello più basso. Il mausoleo contiene 1270 cripte e 4746 loculi per le sepolture. Il ricavato della vendita dei monumenti e degli spazi di sepoltura fanno parte di un fondo di dotazione per la stabilità finanziaria della cattedrale.
Tutti gli ultimi ordinari dell'arcidiocesi sono tumulati nel mausoleo; è stato già predisposto il futuro luogo di sepoltura del cardinale Roger Michael Mahony. I resti di diversi ordinari e vescovi ausiliari che sono morti prima che la cattedrale fosse realizzata sono stati trasferiti lì. La tomba di Santa Viviana è stata trasferita nella cattedrale dalla sua precedente posizione sopra l'altare della vecchia chiesa; la tomba è il fulcro della cappella di Santa Viviana, adiacente al mausoleo.
Il mausoleo presenta una serie di vetrate che originariamente erano installate nella cattedrale di Santa Viviana. Questa idea è stata suggerita da Mario Agustin Locsin, un noto artista liturgico. Mario Locsin è stato uno dei consulenti liturgici della ristrutturazione. Due nuove finestre dotate di angeli custodi sono stati collocati all'ingresso della cripta. Le vecchie finestre della cattedrale sono stati restaurate, mentre quelle nuove sono state realizzate dal Judson Studios.

### Alcune persone sepolte nella cattedrale
Religiosi
- Vescovo Juan Arzube
- Thaddeus Amat y Brusi, primo vescovo di Los Angeles
- John Joseph Cantwell, primo arcivescovo di Los Angeles
- Vescovo Thomas James Conaty
- Vescovo Carl Anthony Fisher
- James Francis Louis McIntyre, secondo arcivescovo di Los Angeles e cardinale
- John J. Ward, vescovo ausiliare

Laici
- Santa Viviana, patrona dell'Arcidiocesi di Los Angeles
- Bernardine Murphy Donohue, filantropa e contessa papale
- Robert Graham, scultore
- Victor Mahony e Loretta Baron, genitori del cardinale Roger Mahony
- June Marlowe, attrice
- Gregory Peck, attore[15]

## Organo
L'organo è un Opus 75 della Dobson Pipe Organ Builders di Lake City (Iowa) e dispone di 105 registri e quattro strumenti manuali che incorpora i tubi dell'organo Wangerin del 1929 della cattedrale di Santa Bibiana. Il Dobson Opus 75 ha un totale di 6019 canne. È l'89° organo a canne più grande del Nord America e il 143° più grande al mondo. Lo strumento di Santa Viviana è stato ricostruito nel 1988 da Austin Organs. La cassa dell'organo è alta circa 18 metri, e si trova a circa 7,3 metri sopra il pavimento. Per soddisfare i requisiti di anti sismicità, i tubi e la consolle sono supportati da una massiccia struttura interna in acciaio.

## Eventi

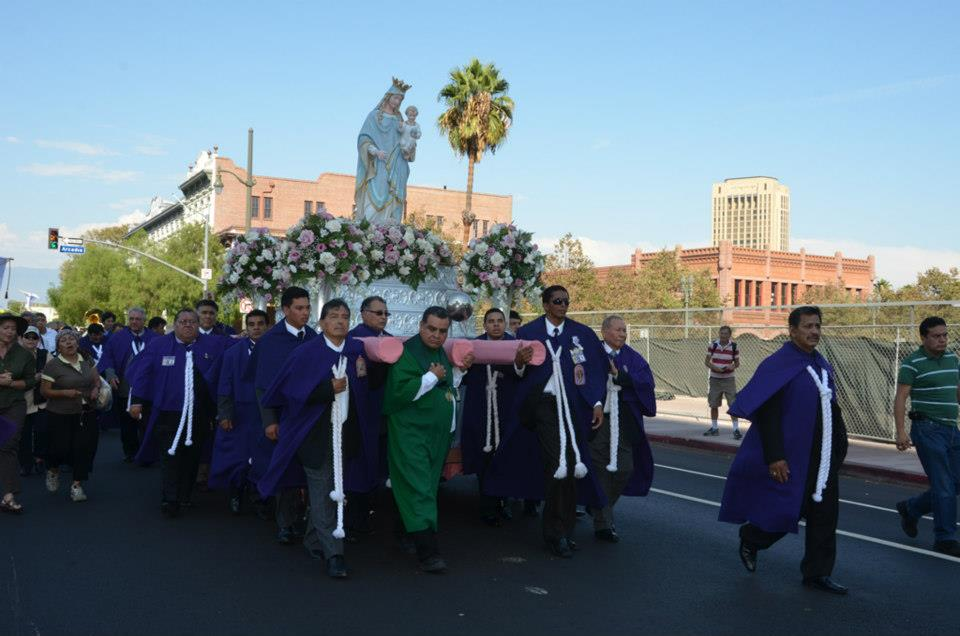
la Grande processione mariana del 2012 a Downtown Los Angeles.

Il 3 settembre 2011, la cattedrale ha ospitato una messa votiva in onore della Beata Vergine Maria. La celebrazione ha segnato la conclusione della prima Grande processione mariana annuale, organizzata dalla Queen of Angels Foundation, un'associazione di fedeli cattolici dedicata a promuovere la devozione alla Madonna, Regina degli Angeli. La Processione e la Santa Messa hanno visto la partecipazione di oltre 50 comunità cattoliche provenienti da tutta California del sud, tra Cavalieri di Malta, Cavalieri del Santo Sepolcro, Cavalieri di Colombo, Cavalieri di Pietro Claver, e molti altri. La processione, che è destinata ad essere un evento annuale, segue la tradizione delle processioni mariane che una volta erano una caratteristica comune della vita civile e religiosa di Los Angeles. La messa è stata celebrata dal rettore della cattedrale, monsignor Kevin Kostelnik. Dal 2011, la Queen of Angels Foundation ha sponsorizzato processioni mariane annuali, messe votive e feste in commemorazione del compleanno di Los Angeles e della festa della Madonna degli Angeli. L'arcivescovo José Horacio Gómez ha presiede la messa annuale dal 2012. La grande processione e la messa coincidono con la festa cittadina per il compleanno della città, l'ultimo sabato del mese di agosto.
Ogni mercoledì pomeriggio, nella cattedrale si tiene un concerto d'organo, gratuito e aperto al pubblico.